# Isotopes du flérovium
Le flérovium (Fl, numéro atomique 114) est un élément synthétique, il n'a pas d'isotopes stables. Son premier isotope synthétisé est le 289Fl en 1999 (ou 1998) et c'est celui qui a la plus longue demi-vie (2,6 s). On connaît au flérovium six isotopes, et possiblement deux isomères nucléaires.

## Table des isotopes
| Symbole du nucléide | Z(p)                 | N(n)                 | Masse isotopique (u) | Demi-vie         | Modes de désintégration | Isotope(s) fils | Spin nucléaire |
| Symbole du nucléide | Énergie d'excitation | Énergie d'excitation | Énergie d'excitation | Demi-vie         | Modes de désintégration | Isotope(s) fils | Spin nucléaire |
| ------------------- | -------------------- | -------------------- | -------------------- | ---------------- | ----------------------- | --------------- | -------------- |
| 284Fl               | 114                  | 170                  | 2,5 ms               | FS               | (variable)              |                 | 0+             |
| 285Fl               | 114                  | 171                  | 285,18364(47)#       | 150 ms           | α                       | 281Cn           | 3/2+#          |
| 286Fl               | 114                  | 172                  | 286,18424(71)#       | 130 ms           | FS (60 %)               | (variable)      | 0+             |
| 286Fl               | 114                  | 172                  | 286,18424(71)#       | 130 ms           | α (40 %)                | 282Cn           | 0+             |
| 287Fl               | 114                  | 173                  | 287,18678(66)#       | 510(+180-100) ms | α                       | 283Cn           |                |
| 287mFl              |                      |                      |                      | 5,5 s            | α                       | 283Cn           |                |
| 288Fl               | 114                  | 174                  | 288,18757(91)#       | 0,8(+27−16) s    | α                       | 284Cn           | 0+             |
| 289Fl               | 114                  | 175                  | 289,19042(60)#       | 2,6(+12−7) s     | α                       | 285Cn           | 5/2+#          |
| 289mFl              |                      |                      |                      | 1,1 min          | α                       | 285Cn           |                |

1. ↑  Abréviation FS : fission spontanée.
2. ↑  Non directement synthétisé, il est l'un des produits de désintégration du 294Og.
3. ↑  C'est le plus lourd nucléide connu à subir une fission spontanée.
4. 1 2  L'existence de l'isomère n'est pas confirmée.